# Ludwig Stark
Ludwig Stark (Monaco di Baviera, 19 giugno 1831 – Stoccarda, 22 marzo 1884) è stato un pianista, compositore, insegnante e musicologo tedesco.

## Biografia
Da giovane studiò filosofia alle Università di Monaco e di Stoccarda, oltreché musica nella scuola dei Lachner..
Dopo un soggiorno parigino, all'età di ventisei anni fondò assieme a Faisst, Lebert, Brachmann, Laiblin, la Scuola di Musica di Stoccarda, che nel 1865 assunse la denominazione di Conservatorio di Stoccarda, dove svolse il ruolo di insegnante di armonia, di canto e di storia della musica.
Tra gli allievi del Conservatorio si può menzionare Adolf Ruthardt.
Dopo un soggiorno di aggiornamento professionale effettuato in Italia, una volta rientrato in patria, proseguì l'insegnamento di teoria musicale.
Stark scrisse numerose opere didattiche e nel 1858 pubblicò con Lebert un metodo per pianoforte destinato a grande fortuna (Grosse theoretisch-praktische Klavierschule ...) e che fu tradotto nelle principali lingue europee.
Assieme a Immanuel Faisst realizzò il metodo di canto intitolato Liederschule.
Ludwig Stark fu nominato professore reale nel 1868, e il dott. Onorario Ph. nel 1873, e ebbe molti altri riconoscimenti.
Oltre alla sua attività di studioso ed editore, Ludwig Stark è stato un grande trascrittore della musica per pianoforte solo, in particolare di quella di Schubert. La sua versione del famoso Haydn Variations di Johannes Brahms rende fedelmente l'originale versione a due pianoforti senza perdite di effetto, realizzando un risultato sia pianisticamente efficace sia musicalmente buono.
Inoltre compose numerosi lieder, un quartetto e pezzi per pianoforte.